# Істмен (містечко, Вісконсин)
Істмен (англ. Eastman) — місто (англ. town) в США, в окрузі Кроуфорд штату Вісконсин. Населення — 731 особа (2020).

## Демографія
Згідно з переписом 2010 року, у місті мешкало 739 осіб у 288 домогосподарствах у складі 214 родин. Було 427 помешкань
Расовий склад населення:
| - 99,1 % — білих - 0,1 % — корінних американців - 0,1 % — азіатів |

До двох чи більше рас належало 0,5 %. Частка іспаномовних становила 0,8 % від усіх жителів.
За віковим діапазоном населення розподілялося таким чином: 26,3 % — особи молодші 18 років, 61,8 % — особи у віці 18—64 років, 11,9 % — особи у віці 65 років та старші. Медіана віку мешканця становила 44,5 року. На 100 осіб жіночої статі у місті припадало 118,0 чоловіків;  на 100 жінок у віці від 18 років та старших — 115,4 чоловіків також старших 18 років.
Середній дохід на одне домашнє господарство  становив 85 210 доларів США (медіана — 63 333), а середній дохід на одну сім'ю — 101 479 доларів (медіана — 71 000). Медіана доходів становила 39 464 долари для чоловіків та 34 107 доларів для жінок. За межею бідності перебувало 3,6 % осіб, у тому числі 1,0 % дітей у віці до 18 років та 10,5 % осіб у віці 65 років та старших.
Цивільне працевлаштоване населення становило 403 особи. Основні галузі зайнятості: освіта, охорона здоров'я та соціальна допомога — 20,8 %, роздрібна торгівля — 19,6 %, сільське господарство, лісництво, риболовля — 13,6 %, виробництво — 12,9 %.